# Паранаита
Паранаита (порт. Paranaíta) — муниципалитет в Бразилии, входит в штат Мату-Гросу. Составная часть мезорегиона Север штата Мату-Гроссу. Входит в экономико-статистический микрорегион Алта-Флореста. Население составляет 8812 человек на 2006 год. Занимает площадь 4830,143 км². Плотность населения — 1,8 чел./км².

## Статистика
- Валовой внутренний продукт на 2003 год составляет 56 843 229,00 реалов (данные: Бразильский институт географии и статистики).
- Валовой внутренний продукт на душу населения на 2003 год составляет 6000,55 реалов (данные: Бразильский институт географии и статистики).
- Индекс развития человеческого потенциала на 2000 год составляет 0,718 (данные: Программа развития ООН).